# Ludwig von Bertalanffy
Karl Ludwig von Bertalanffy (Viena, 19 de septiembre de 1901-Búfalo (Nueva York), 12 de junio de 1972) fue un biólogo y filósofo austríaco, reconocido fundamentalmente por su teoría de sistemas.

## Biografía
Venía de ancestros nobles de Hungría. Estudió con tutores personales en su propia casa hasta los 10 años. Ingresó en la Universidad de Innsbruck para estudiar historia del arte, filosofía y biología, finalizando su doctorado en 1926 con una tesis doctoral sobre psicofísica y Gustav Fechner. En  1937 se fue a vivir a Estados Unidos gracias a la obtención de una beca de la Fundación Rockefeller, donde permaneció dos años en la Universidad de Chicago, tras los cuales vuelve a Europa por no querer aceptar declararse víctima del nazismo[cita requerida]. En 1939 trabajó como profesor dando clases de biología teórica en la Universidad de Alberta en Edmonton, Canadá. De 1961 a 1969 en la Universidad Estatal de Nueva York en Búfalo.
Ludwig Von Bertalanffy murió el 12 de junio de 1972 en Búfalo, Estados Unidos

## Teoría general de sistemas
La teoría general de sistemas fue, en origen una concepción totalizadora de la biología (denominada «organicista»), bajo la que se conceptualizaba al organismo como un sistema abierto, en constante intercambio con otros sistemas circundantes por medio de complejas interacciones. Esta concepción dentro de una teoría general de la biología fue la base para su teoría general de los sistemas. Bertalanffy leyó un primer esbozo de su teoría en un seminario de Charles Morris en la Universidad de Chicago en 1937, para desarrollarla progresivamente en distintas conferencias dictadas en Viena. La publicación sistemática de sus ideas se tuvo que posponer a causa del final de la Segunda Guerra Mundial, pero acabó cristalizando con la publicación, en 1969 de su libro titulado, precisamente Teoría general de sistemas. Von Bertalanffy utilizó los principios allí expuestos para explorar y explicar temas científicos, incluyendo una concepción humanista de la naturaleza humana, opuesta a la concepción mecanicista y robótica.

La teoría general de sistemas afirma que las propiedades de los sistemas no pueden describirse significativamente en términos de sus elementos separados. La comprensión de los sistemas sólo ocurre cuando se estudian globalmente, involucrando todas las interdependencias de sus partes.

Las tres premisas básicas son las siguientes:

- los sistemas existen dentro de sistemas
- los sistemas son abiertos
- las funciones de un sistema dependen de su estructura.

Aportes semánticos
Pretende introducir un lenguaje o una semántica científica universal.

Las entradas son los ingresos del sistema que pueden ser recursos materiales, recursos humanos o información, además constituyen la fuerza de arranque que suministra al sistema sus necesidades operativas.

Las salidas son los resultados que se obtienen de procesar las entradas.

Las relaciones simbióticas son aquellas en que los sistemas conectados no pueden seguir funcionando solos

La sinérgica es una relación que no es necesaria para el funcionamiento pero que resulta útil, ya que su desempeño mejora sustancialmente al desempeño del sistema.

Homeostasis es el nivel de adaptación permanente del sistema o su tendencia a la supervivencia dinámica.

Entropía de un sistema es el desgaste que el sistema presenta por el transcurso del tiempo o por el funcionamiento del mismo.

## Obra
- 1928, Kritische Theorie der Formbildung, Borntraeger
- 1930, Lebenswissenschaft und Bildung, Stenger, Erfurt 1930
- 1937, Das Gefüge des Lebens, Leipzig: Teubner
- 1940, Vom Molekül zur Organismenwelt, Potsdam: Akademische Verlagsgesellschaft Athenaion
- 1949, Das biologische Weltbild, Bern: Europäische Rundschau. In English: Problems of Life: An Evaluation of Modern Biological and Scientific Thought, New York: Harper, 1952
- 1953, Biophysik des Fliessgleichgewichts, Braunschweig: Vieweg. 2nd rev. ed. by W. Beier and R. Laue, East Berlín: Akademischer Verlag, 1977
- 1953, "Die Evolution der Organismen", in Schöpfungsglaube und Evolutionstheorie, Stuttgart: Alfred Kröner Verlag, pp 53-66
- 1954, Society for the Advancement of General Systems Theory
- 1959, Stammesgeschichte, Umwelt und Menschenbild, Schriften zur wissenschaftlichen Weltorientierung Vol 5. Berlín: Lüttke
- 1962, Modern Theories of Development, New York: Harper
- 1967, Robots, Men and Minds: Psychology in the Modern World, New York: George Braziller, 1969 hardcover: ISBN 0-8076-0428-3, paperback: ISBN 0-8076-0530-1
- 1968, General System theory: Foundations, Development, Applications, New York: George Braziller, revised edition 1976: ISBN 0-8076-0453-4
- 1968, The Organismic Psychology and Systems Theory, Heinz Werner lectures, Worcester: Clark University Press
- 1975, Perspectives on General Systems Theory. Scientific-Philosophical Studies, E. Taschdjian (eds.) New York: George Braziller, ISBN 0-8076-0797-5
- 1981, A Systems View of Man: Collected Essays, editor Paul A. LaViolette, Boulder: Westview Press, ISBN 0-86531-094-7

Los primeros artículos donde expone la Teoría General de los Sistemas:
- 1945, Zu einer allgemeinen Systemlehre, Blätter für deutsche Philosophie, 3/4. (Extracto en: Biologia Generalis, 19 (1949), 139-164
- 1950, An Outline of General System Theory, British Journal for the Philosophy of Science 1, p.139-164
- 1951, General system theory - A new approach to unity of science (Symposium), Human Biology, dic 1951, Vol. 23, p. 303-361